# Art Stenholm
Art Stenholm (fl. XX secolo) è stato un artista statunitense che lavorò nell'industria dei flipper.
Dopo la morte di Roy Parker nel 1965 Art Stenholm fu assunto come suo successore dalla Advertising Posters, la ditta che aveva fornito fino ad allora le serigrafie per i piani di gioco della Gottlieb. 
Durante i suoi sette anni di attività alla Gottlieb, il lavoro di Stenholm si distinse per la sua originalità, anche se all'inizio risentì dell'influenza di Roy Parker, che risulta particolarmente evidente in Moulin Rouge (1965) e King of diamonds (1967), macchine che avevano piani di gioco (playfield) molto simili a quello di King & Queens (1965), uno degli ultimi flipper realizzati da Parker. 
Tra i flipper di particolare interesse realizzati da Stenholm ricordiamo il già citato Moulin Rouge, nel quale grazie ad una innovativa tecnica di lavorazione alcune parti della vetrata (backglass) erano trattate a specchio, in modo che il giocatore ottenendo determinati bonus riuscisse a scoprire il ritratto creato da un artista di strada, raffigurato al lavoro di fronte all'entrata del celebre locale parigino.
Altra macchina degna di nota è Flip-a-card (1970), che rientra nella lunga serie dei flipper di Stenholm ispirati ai giochi di carte; la vetrata rappresentava due studenti di College dall'aria annoiata, colti in un momento di svago nel loro dormitorio. Notevoli gli elementi grafici della vetrata ispirati ai semi delle carte francesi, che vennero ripetuti diffusamente anche come elementi di decorazione del piano di gioco. 
Altri flipper di particolare interesse realizzati da Art Stenholm furono Paul Bunyan, Palace Guard e Target Pool, tutti del 1968.
L'attività di Art Stenholm per la Gottlieb si concluse nel 1970, quando venne sostituito da Gordon Morison, destinato a realizzare la parte artistica dei flipper della casa di Chicago fino agli anni ottanta.